# スプリット・アップル・ロック

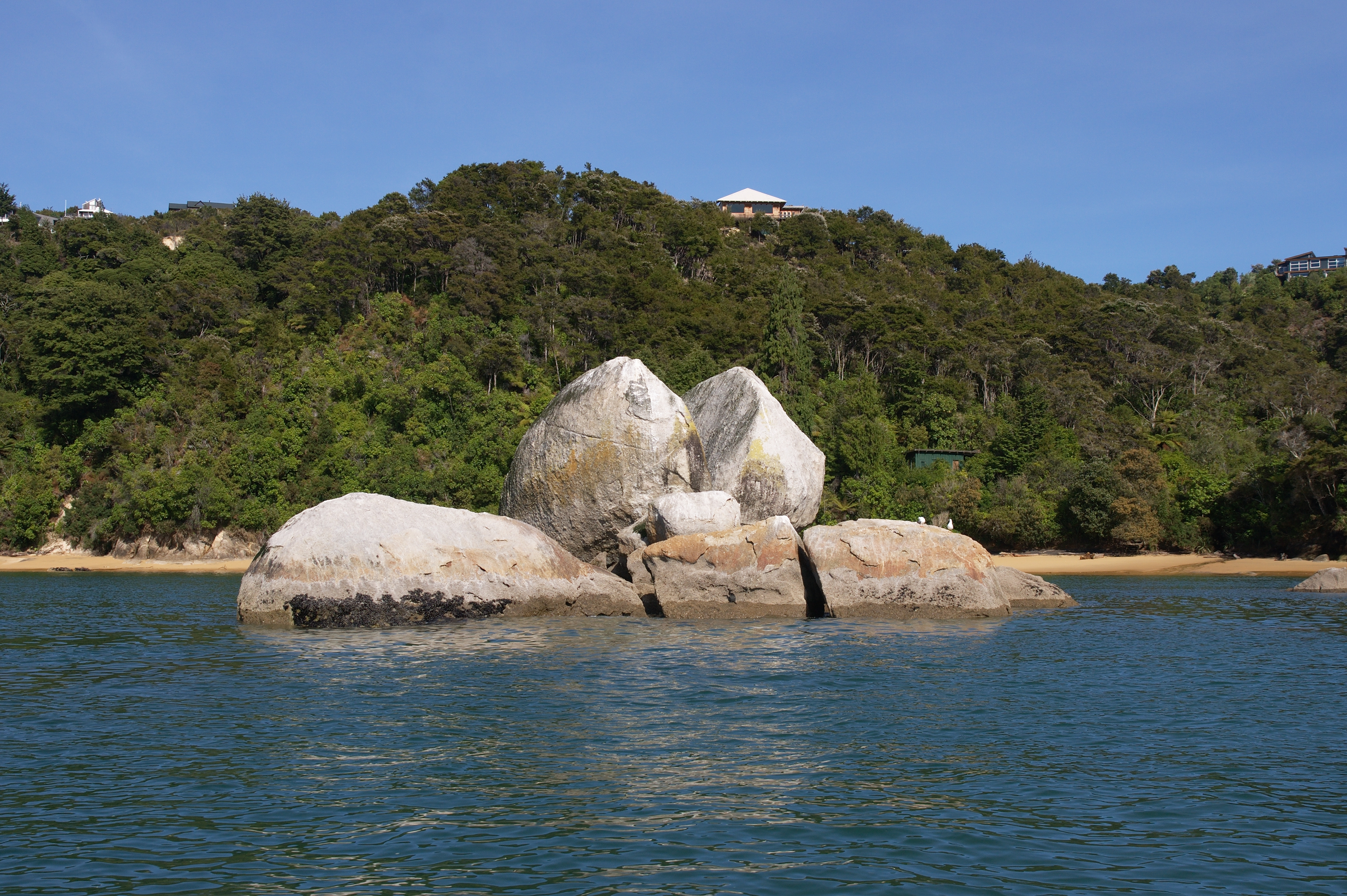
スプリット・アップル・ロック

スプリット・アップル・ロック (Split Apple Rock) は、ニュージーランド南島北部タスマン湾にある、リンゴを半分に切ったような形をした岩。花崗岩でできている。カイテリテリとマラハウの間の海岸からおきに50mほどの場所にあり、人気のある観光名所となっている。岩の割れ目は自然に出来たものであり、それがいつ出来たのかは不明である。